# Xã Henry, Quận Fulton, Indiana
Xã Henry (tiếng Anh: Henry Township) là một xã thuộc quận Fulton, tiểu bang Indiana, Hoa Kỳ. Năm 2010, dân số của xã này là 3.048 người.